# Sandra Cacic
Sandra Cacic (ur. 10 września 1974 w Joliet) – amerykańska tenisistka.
Swoją zawodową karierę rozpoczęła w 1989 roku turniejami kwalifikacyjnymi w Indian Wells i Houston. W turniejach rangi ITF po raz pierwszy osiągnęła ćwierćfinał w 1990 roku a półfinał rok później. Pierwszy singlowy turniej tej rangi wygrała w 1993 roku w Meksyku. W sumie wygrała osiem turniejów singlowych i cztery deblowe ITF. Na swoim koncie ma również wygrany jeden turniej singlowy i jeden deblowy w rozgrywkach cyklu WTA. Najwyższe miejsce w rankingu światowym, 39, osiągnęła w maju 1994 roku.

## Finały turniejów WTA
| Legenda                | Legenda |
| ---------------------- | ------- |
| Wielki Szlem           |         |
| Igrzyska olimpijskie   |         |
| WTA Tour Championships |         |
| 1988 – 2008            |         |
| Kategoria I            |         |
| Kategoria II           |         |
| Kategoria III          |         |
| Kategoria IV           |         |
| Kategoria V            |         |

### Gra pojedyncza
| Końcowy wynik | Nr | Data            | Turniej  | Nawierzchnia | Przeciwniczka  | Wynik finału  |
| ------------- | -- | --------------- | -------- | ------------ | -------------- | ------------- |
| Zwyciężczyni  | 1. | 6 stycznia 1996 | Auckland | Twarda       | Barbara Paulus | 6:3, 1:6, 6:4 |

### Gra podwójna
| Końcowy wynik | Nr | Data             | Turniej       | Nawierzchnia | Partnerka   | Przeciwniczki                 | Wynik finału  |
| ------------- | -- | ---------------- | ------------- | ------------ | ----------- | ----------------------------- | ------------- |
| Zwyciężczyni  | 1. | 12 kwietnia 1998 | Amelia Island | Ceglana      | Mary Pierce | Patty Schnyder Barbara Schett | 7:6, 4:6, 7:6 |

## Wygrane turnieje ITF

### Gra pojedyncza
|    | Data       | Turniej        | Kat. | ($)    | Naw.   | Finalistka           | Wynik         |
| 1. | 10/05/1993 | Leon           | ITF  | 25 000 | ziemna | Luciana Tella        | 6:4, 5:7, 6:1 |
| 2. | 23/10/1995 | Lakeland       | ITF  | 50 000 | twarda | Olga Lugina          | 7:5, 6:3      |
| 3. | 27/04/1997 | Monterrey      | ITF  | 25 000 | twarda | Angélica Gavaldón    | 6:3, 6:2      |
| 4. | 28/09/1997 | Newport Beach  | ITF  | 25 000 | twarda | Samantha Reeves      | 6:4, 4:6, 6:4 |
| 5. | 18/06/2000 | Mount Pleasant | ITF  | 25 000 | twarda | Jolene Watanabe      | 6:2, 6:2      |
| 6. | 16/07/2000 | Peachtree      | ITF  | 25 000 | twarda | Alina Żydkowa        | 6:0, 4:2 ret. |
| 7. | 23/07/2000 | Mahwah         | ITF  | 50 000 | twarda | Tracy Almeda-Singian | 6:2, 6:7, 7:5 |
| 8. | 12/11/2000 | Pittsburgh     | ITF  | 50 000 | twarda | Rossana de los Ríos  | 7:5, 1:6, 6:2 |